# أمل سعد غريب
أمل سعد غريب هي أكاديمية ومحللة سياسية لبنانية.
ولدت في بريطانية. حصلت على البكالوريوس في العلوم الاجتماعية من الجامعة الأميركية في بيروت سنة 1992 م، ثم على الماجستير في العلوم السياسية 1996 م ثم شهادة الدكتوراه في «السياسة الإسلامية» من مركز «الإسلام والعلاقات المسيحية-الإسلامية» في جامعة برمنغهام سنة 2000 م. عملت كباحثة زائرة في مؤسسة كارنيغي للسلام الدولي في بيروت وكمحاضرة في الجامعة اللبنانية الأميركية.

## آثارها
- «حزب الله: الدين والسياسة»، بيروت: دار الكتاب العربي، 1422 هـ / 2002 م. وقد نقل الكتاب إلى الفارسية باسم «دين وسياست در حزب الله»، ترجمة غلام رضا تهامى، طهران: موسسه مطالعات اندیشه سازان نور، 1385 هـ ش.